# Pascal Cervo
Pascal Cervo (født i 1977) er en fransk skuespiller.

## Filmografi
- I fuld fart (1995) af Gaël Morel
- Denis (1998)
- Den blå cykel (2000)
- Lady Jane (2008)
- En ville (2011)